# Электрический пёс
«Электрический пёс» (укр. Електричний пес) - четверта пісня (і п'ятий трек) із «Синього альбому» гурту Акваріум. Один з «антигімнів» російського року «трагічний автопортрет субкультури, яка страждає клаустрофобією і дефіцитом нових ідей».

## Алюзії та відсилання
Текст пісень (як і більшість текстів Гребенщикова) містить багато алюзій до інших літературних творів, або прямих цитат із них. Перш за все слід назвати «Двійник» Блока (саме там вперше з'являється старіючий юнак), «Гамлет» Шекспіра («не снилося й нам, мудрецям»), «Гренаду» Свєтлова (цитату «загін не помітив втрати бійця» звідти використав також Єгор Лєтов у однойменній пісні) і «Нічну розмову» Окуджави, прямою цитатою звідки є заключні слова пісні «ах, якби я знав це сам…».
«Головний герой» пісні, електричний пес — явне відсилання до антиутопії «451 °F» Рея Бредбері, де електричний пес — робот, що вбиває інакодумців. Внаслідок цього, найочевидніша асоціація з електричним псом — Комітет державної безпеки. Однак у пісні його наповнена живою електрикою фігура, що перебуває всередині вузького кола, де «Довга пам'ять-гірше ніж сифіліс», і, разом з тим, дивиться на нього з боку, вгризається в стіни в пошуках любові і не зайнята питанням «яким і навіщо йому бути», несе явно позитивні конотації. Літературознавець і рок-музикант Євген Єрьомін навіть побачив у ньому поетичний образ Бога, не названого прямо, але поданого у вигляді парадоксальної живої істоти, яка не може існувати.
Згідно з поясненнями самого автора БГ перед виконанням пісні «Електричний пес»:
|  | У групи "Машина часу" є пісня "Прапор над замком" і там була фраза "піднімати на щоглі мрії свій єдиний прапор". Так ось у цій пісні йдеться про тих людей, які прапор колись підняли, але про нього забули. Вони всі вважають, що прапор є, все в порядку. Прапор висить, припадає пилом, перетворюється невідомо на що. А вони вже й забули про свою ідею.Оригінальний текст (рос.) У группы "Машина времени" есть песня "Флаг над замком" и там была фраза "Поднимать на мачте мечты свой единственный флаг". Так вот в данной песне речь идёт о тех людях, которые флаг когда-то подняли, но про него забыли. Они все считают, что флаг есть, всё в порядке. Флаг висит, пылится, превращается неведомо во что. А они уже и забыли о своей идее. |

## Інші виконання
Відома кавер-версія пісні у виконанні Єгора Лєтова і гурту «Цивільна оборона». Вона записувалася для першого триб'юту Гребенщикову «Небо і Земля», організованого порталом Lenta.ru 2003 року, однак не потрапила в нього. Вперше опублікована на Lenta.ru вже після смерті Лєтова, 2012 року, того ж року випущена видавництвом «Виргород» на компакт-диску у вигляді синглу. Це єдиний офіційний сингл «Цивільної оборони» і ювілейний реліз «Виргорода», компакт-диску, оформленому роботами Васі Ложкіна і Олександри Пашкіної, присвоєно каталожний номер № 100. Кавер ротувався на «Нашому радіо» в рамках триб'юту «Акваріум. 4000 років».

## Коментар
1. ↑  В оригіналі у Бредбері mechanical hound (механічний пес). Спочатку письменник мав намір написати самостійне оповідання про роботів-псів, яких виряджають ловити втікачів від правосуддя, але пізніше він переніс цю сюжетну лінію у свій новий роман[4]

## Примітка
1. ↑  И. Кормильцев, О. Сурова. Рок-поэзия в русской культуре: возникновение, бытование, эволюция // Русская рок-поэзия: текст и контекст. — 1998. — № 1 (28 березня). — С. 27. Архівовано з джерела 26 жовтня 2021. Процитовано 22 жовтня 2021.
2. 1 2  Гражданская оборона «Электрический пёс». KM.RU Новости - новости дня, новости России, последние новости и комментарии (рос.). Архів оригіналу за 26 жовтня 2021. Процитовано 6 жовтня 2017.
3. 1 2  Ерёмин Е. М. Четыре цитаты и собака: «Электрический пёс» Б. Гребенщикова // Русская рок-поэзия: текст и контекст. — 2010. — № 11 (28 березня). — С. 90—98. Архівовано з джерела 26 жовтня 2021. Процитовано 22 жовтня 2021.
4. ↑  Bradbury, 2012, с. 250.
5. ↑  Анастасия Демченко, Инна Финочка (27 листопада 2013). Бестиарий Бориса Гребенщикова: электрический пёс, Сестра Хаос и другие. РИА Новости (рос.). Архів оригіналу за 6 жовтня 2017. Процитовано 6 жовтня 2017.
6. ↑  Гражданская Оборона "Электрический Пёс". Архів оригіналу за 19 жовтня 2017. Процитовано 6 жовтня 2017. [Архівовано 2017-10-19 у Wayback Machine.]
7. ↑  Электрический Пёс - Гражданская Оборона. Репродуктор.Net - Музыкальные новости (рос.). 9 січня 2016. Архів оригіналу за 22 жовтня 2021. Процитовано 6 жовтня 2017.